# Voodoo Lounge Uncut
Voodoo Lounge Uncut je koncertní album britské rockové skupiny The Rolling Stones, které vyšlo v roce 2018. Album bylo nahráváno na koncertě v Miami, kde skupina vystupovala v rámci turné Voodoo Lounge Tour v roce 1994. Koncert uváděla a v některých písních zpívala americká herečka Whoopi Goldbergová.

## Seznam skladeb
| Pořadí | Skladba                                                | Délka |
| ------ | ------------------------------------------------------ | ----- |
| 1.     | introdukce skupiny (Whoopi Goldbergová)                | 1:43  |
| 2.     | "Not Fade Away" (Hardin/Petty)                         | 4:19  |
| 3.     | "Tumbling Dice"                                        | 4:50  |
| 4.     | "You Got Me Rocking"                                   | 3:56  |
| 5.     | "Rocks Off"                                            | 5:27  |
| 6.     | "Sparks Will Fly"                                      | 4:12  |
| 7.     | "Live With Me" host: Sheryl Crow                       | 5:01  |
| 8.     | "(I Can't Get No) Satisfaction"                        | 6:50  |
| 9.     | "Beast of Burden"                                      | 5:47  |
| 10.    | "Angie"                                                | 4:15  |
| 11.    | "Dead Flowers"                                         | 4:11  |
| 12.    | "Sweet Virginia"                                       | 5:48  |
| 13.    | "Doo Doo Doo Doo Doo (Heartbreaker)"                   | 4:01  |
| 14.    | "It's All Over Now" (Womack/Womack)                    | 4:39  |
| 15.    | "Stop Breakin' Down Blues" (Johnson) host: Robert Cray | 5:34  |
| 16.    | "Who Do You Love?" (Diddley) host: Bo Diddley          | 4:22  |
| 17.    | "I Go Wild"                                            | 7:29  |
| 18.    | "Miss You" a představení skupiny                       | 13:36 |
| 19.    | "Honky Tonk Women"                                     | 4:38  |
| 20.    | "Before They Make Me Run"                              | 4:45  |
| 21.    | "The Worst"                                            | 3:28  |
| 22.    | "Sympathy For The Devil"                               | 6:26  |
| 23.    | "Monkey Man"                                           | 4:27  |
| 24.    | "Street Fighting Man"                                  | 5:11  |
| 25.    | "Start Me Up"                                          | 4:24  |
| 26.    | "It's Only Rock'n'Roll (But I Like It)"                | 5:00  |
| 27.    | "Brown Sugar"                                          | 6:19  |
| 28.    | "Jumpin' Jack Flash"                                   | 6:15  |

## Obsazení
The Rolling Stones
- Mick Jagger - zpěv, kytara, harmonika
- Keith Richards - kytara, zpěv
- Ronnie Wood - kytara
- Charlie Watts - bicí

Doprovodní členové
- Lisa Fischer - doprovodné vokály, zpěv
- Bernard Fowler - doprovodné vokály, perkuse
- Chuck Leavell - klávesy, doprovodné vokály
- Darryl Jones - baskytara, doprovodné vokály
- Bobby Keys - saxofon
- Andy Snitzer - saxofon
- Michael Davis - trombón
- Kent Smith - trubka

Hosté
- Whoopi Goldberg - introdukce skupiny, doprovodné vokály - ve skladbách "Sweet Virginia" a "Jumpin' Jack Flash"
- Sheryl Crow - zpěv - ve skladbě "Live With Me"
- Robert Cray - zpěv, kytara - ve skladbě "Stop Breakin' Down Blues"
- Bo Diddley - zpěv, kytara - ve skladbě "Who Do You Love?"